# کنفرانس سازمان‌های مردم نهاد
کنفرانس سازمان‌های مردم نهاد (CoNGO) کامل "کنفرانس سازمان‌های غیر دولتی در رابطه مشورتی با سازمان ملل") یک انجمن مستقل، بین‌المللی و غیرانتفاعی از سازمان‌های غیردولتی است. این مشارکت سازمان‌های مردم نهاد بحث‌ها و تصمیم‌گیری‌های سازمان ملل متحد را تسهیل می‌کند.
دو سطح از عضویت وجود دارد، کامل، برای آن دسته از سازمان‌های غیردولتی که دارای مشاوره با شورای اقتصادی و اجتماعی سازمان ملل متحد، و همکار، برای کسانی که با برنامه یا آژانس سازمان ملل متحد وابسته هستند، در کل بیش از ۵۰۰ عضو دارد. کنفرانس سازمان‌های مردم نهاد که در سال ۱۹۴۸ تأسیس شد، کمیته‌هایی مستقر در ژنو، نیویورک و وین دارد.
اهداف آن: «اطمینان از حضور سازمان‌های غیردولتی در هنگام بحث و گفتگو دربارهٔ دولتها در مورد مسائل مربوط به نگرانی جهانی در سازمان ملل و تسهیل مباحث سازمان‌های غیردولتی در مورد چنین موضوعاتی.»